# Anderl Molterer
Anderl Molterer   (Kitzbühel, 8 d'octubre de 1931 - Kitzbühel, 24 d'octubre de 2023) fou un esquiador alpí austríac que va competir durant la dècada de 1950.
El 1956 va prendre part en els Jocs Olímpics d'Hivern de Cortina d'Ampezzo, on va disputar tres proves del programa d'esquí alpí. Guanyà la medalla de plata en l'eslàlom gegant i la de bronze en el descens. Quatre anys més tard va disputar, sense sort, els Jocs de Squaw Valley. Durant la seva carrera va guanyar nou campionats austríacs i una medalla de bronze al Campionat del Món de 1954.
Posteriorment, va emigrar als Estats Units. Després de dirigir escoles d'esquí a Montana i Colorado, es va establir a Tennessee.